# Smithsonian National Zoological Park

Hlavní vchod

Smithsonian National Zoological Park (doslova Smithsonovská národní zoologická zahrada) také známá jako National Zoo (Národní zoo) sídlící ve Washingtonu je jedna z nejstarších zoologický zahrad ve Spojených státech amerických. Byla založena roku 1889, je provozována Smitsonovským institutem a nevybírá vstupné. Kromě zahrady pro veřejnost, která je přímo ve Washingtonu (v blízkosti stanic Woodley Park a Cleveland Park) a jež se rozkládá na rozloze 66 hektarů, k ní patří také rozsáhlé výzkumné centrum o rozloze 1 300 hektarů ve Front Royal ve Virginii. Zoologická zahrada je otevřena denně od 10:00 do 17:30.